# Taurongia
Taurongia is een geslacht van spinnen uit de  familie van de Desidae.

## Soorten
- Taurongia ambigua Gray, 2005
- Taurongia punctata (Hogg, 1900)